# 64 (число)
Вижте пояснителната страница за други значения на 64.
64 (шестдесет и четири) е естествено, цяло число, следващо 63 и предхождащо 65.
Шестдесет и четири с арабски цифри се записва „64“, а с римски цифри – „LXIV“. Числото 64 е съставено от две цифри от позиционните бройни системи – 6 (шест) и 4 (четири).

## Общи сведения
- 64 е четно число.
- 64 е атомният номер на елемента гадолиний.
- 64-тият ден от годината е 5 март.
- 64 е година от Новата ера.
- 64 е първото число след 0 и 1, което е едновременно точен квадрат и точен куб.